# Gazette
Gazette je slovo označující buď promulgační list či noviny. U novin spíše ty, které jsou obecně známé, rozšířené a uznávané. Slovo gazette se používá zvláště v anglicky a francouzsky mluvících zemích. Na denících a týdenících se začalo objevovat v 17. století, na mnoha z nich zůstává dodnes, občas v různých podobách. Slovo samotné pochází z benátštiny, odkud bylo přejato italštinou, z které se pak dostalo do francouzštiny a angličtiny. V 16. století se v Benátkách platilo mincí zvanou gazeta a první benátské noviny stály právě jednu gazetu.